# Église Saint-Remacle-au-Pont de Liège
Ne doit pas être confondu avec l'Église Saint-Remacle-au-Mont
L'église Saint-Remacle-au-Pont, située dans le quartier d'Amercœur, est une des églises paroissiales les plus anciennes de Liège. Elle fut ainsi nommée pour la démarquer de Saint-Remacle-au-Mont, située près de Saint-Martin.

## Histoire

### La fondation
Selon la légende, les habitants de Malmedy s'étant soulevés contre les moines bénédictins de l'abbaye de Stavelot, ceux-ci vinrent demander justice à l'empereur Henri IV qui se trouvait à Liège en Féronstrée. Pour ce faire, ils transportaient avec eux la châsse de leur saint patron, saint Remacle. Ayant obtenu gain de cause, ils s'en retournèrent chez eux, faisant une halte après le pont d'Amercœur pour célébrer une messe d'action de grâces avant de gravir le thier de la Chartreuse. Le propriétaire du champ aurait alors fait don au clergé des terres où avait reposé la châsse, afin qu'une église y soit bâtie. Elle aurait donc été fondée en 1071.

### Premier édifice
Un premier édifice modeste, annexe de Saint-Amand de Jupille, fut érigé par les habitants. On connaît cependant l'église gothique perpendiculaire au real chemin qui fut détruite lors du bombardement de Boufflers en 1691.
La plus ancienne mention de la paroisse de Saint-Remacle date de 1323 dans le cartulaire de l'église Sainte-Croix.

### Édifice actuel

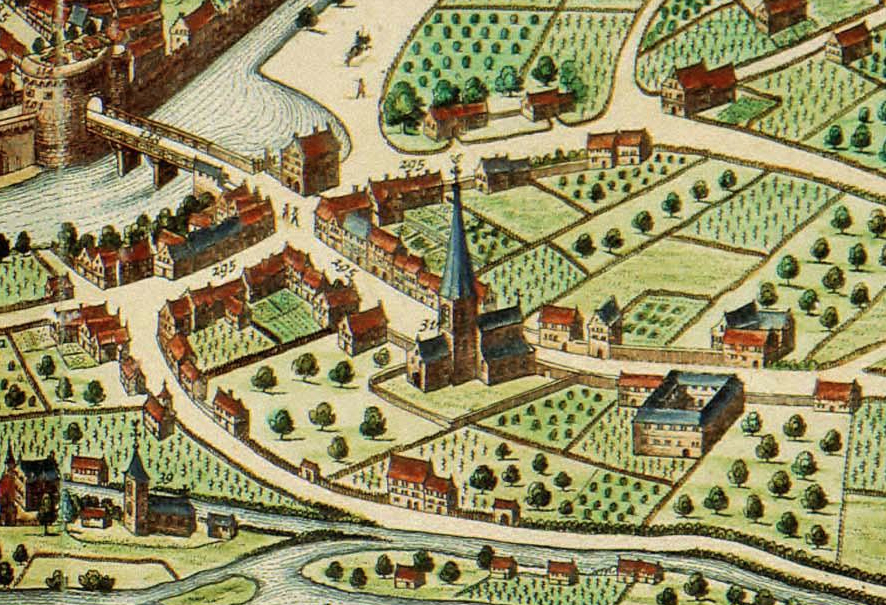
Paroisse de Saint-Remacle Au-Pont (31) au XVIIe siècle

Du premier édifice gothique, il ne subsiste que le pied de la tour datant du XVe siècle. L'édifice actuel en style Louis XIII-Louis XIV connu ce jour fut commencé en 1713 par le curé Mathieu de Magnery et achevé en 1722. Son constructeur sera inhumé en 1725 au milieu du chœur. Le vaisseau est divisé en trois nefs à quatre travées soutenues par six chapiteaux toscans, où sont sculptées les armoiries de notables de la paroisse qui ont contribué à sa reconstruction. La façade, endommagée par une bombe alliée le 25 décembre 1944 a été reconstruite avec les éléments d'origines en 1948, et ornée d'un relief de Louis Dupont au fronton ainsi que d'une statue de la Vierge de Oscar Berchmans. Le portail n'a pas été modifié.
Jadis, le cimetière qui longeait le real chemin était appelé le cimetière des noyés et était destiné aux inconnus. 

### Chapelle Saint-Julien
Contigüe à la sacristie une minuscule chapelle abrite une statue du XVe siècle de saint Julien de l'ancien Hôpital et chapelle Saint-Julien de Liège.

## Œuvres
L'église possède des belles œuvres de Jean Hans, élève de Jean Del Cour, une statue de saint Remacle du XVIIIe siècle et une curieuse statue en chêne du XVe siècle qui représenterait Saint Marculphe, alors qu'on sait qu'une léproserie existait autrefois juste à côté. Les orgues (Robustel-Collin) de l'église sont au patrimoine culturel immobilier classé de la Wallonie depuis 1982.

### Statue de Notger
Au pied de la tour, dans un petit enclos de la rue Saint-Remacle, est érigée une statue représentant Notger, premier Prince-évêque de Liège, datant de 1891 et originellement située dans le cloître de la collégiale Saint-Jean. Réalisée à l'initiative d'Auguste Meyer, curé de Saint-Jean, la statue  est l'œuvre des sculpteurs H.Rixkens & fils. La statue sera transférée au pied de l'église Saint-Remacle dans le quartier d'Amercœur. L'état de dégradation l'œuvre est une raison probable de son déménagement ;  la main gauche, la crosse, l'index de la main droite ainsi que le clocher de la maquette sont manquants
Notger y est représenté, montrant du doigt une reproduction de la collégiale Saint-Jean avec, à ses pieds, l'inscription : HIC REQUIES MEA (Ici est mon repos),.

### Archives
Aucun document n'est antérieur à 1549.